# Cryothenia amphitreta
La especie Cryothenia amphitreta, clasificada a finales de 2006, es por el momento poco conocida. Se ha descubierto que es parecida a la Cryothenia peninsulae (descubierta en el 1981) pero más grande que esta (el ejemplar pescado medía 34 cm). El nombre científico deriva de la particular coformación del cráneo, que parece ser una fosa nasal con dos agujeros.
La especie, descubierta por casualidad, en el 2004, durante una expedición de búsqueda en el Mar de Ross para recoger ejemplares de Gymnodraco acuticeps y comprender el funcionamiento de una proteína anticongelante en la sangre de este pez.
- Datos: Q2281769